# Zduny (gmina w województwie wielkopolskim)
Zduny – gmina miejsko-wiejska w województwie wielkopolskim, w powiecie krotoszyńskim. W latach 1975–1998 gmina położona była w województwie kaliskim.
Siedziba gminy to Zduny.
Według danych z 30 czerwca 2004 gminę zamieszkiwały 6883 osoby.

## Struktura powierzchni
Według danych z roku 2002 gmina Zduny ma obszar 85,2 km², w tym:
- użytki rolne: 50%
- użytki leśne: 41%

Gmina stanowi 11,93% powierzchni powiatu.

## Demografia

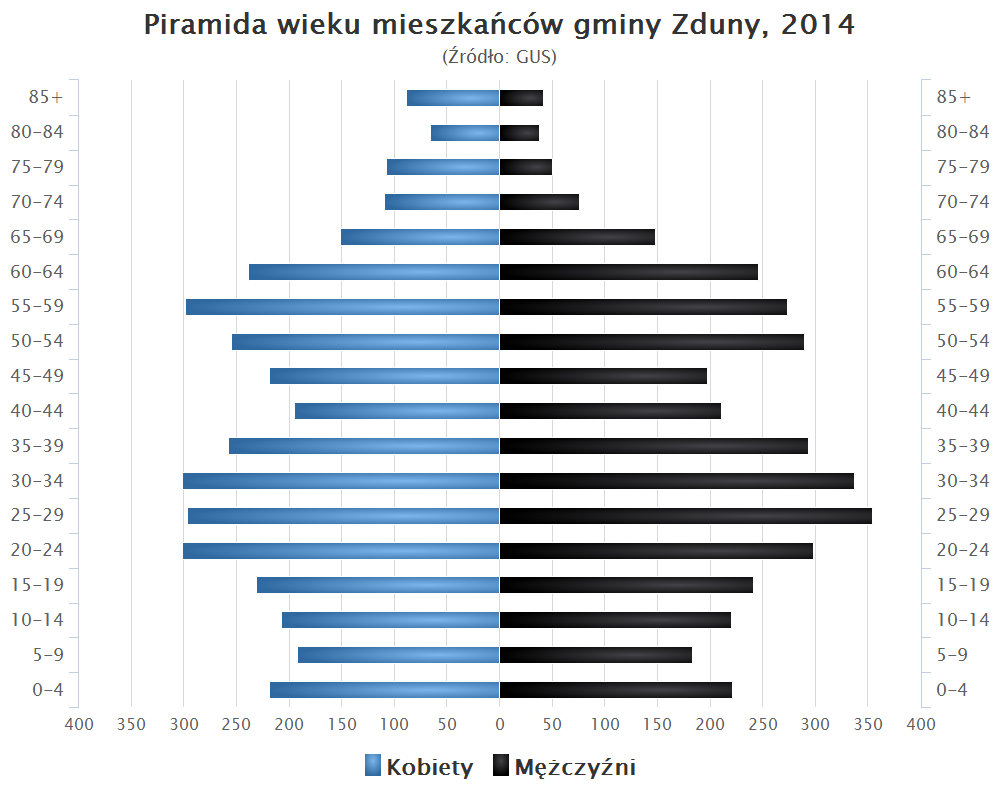
Piramida wieku mieszkańców gminy Zduny w 2014 roku

Dane z 30 czerwca 2004:
| Opis                              | Ogółem | Ogółem | Kobiety | Kobiety | Mężczyźni | Mężczyźni |
| --------------------------------- | ------ | ------ | ------- | ------- | --------- | --------- |
| jednostka                         | osób   | %      | osób    | %       | osób      | %         |
| populacja                         | 6883   | 100    | 3460    | 50,3    | 3423      | 49,7      |
| gęstość zaludnienia (mieszk./km²) | 80,8   | 80,8   | 40,6    | 40,6    | 40,2      | 40,2      |

## Sołectwa
Baszków, Bestwin, Chachalnia, Konarzew, Perzyce, Ruda.

## Pozostałe miejscowości
Baszków, Dziewiąte, Hadrianów, Helenopol, Katarzynów, Lila, Ostatni Grosz, Piaski, Rochy, Siejew, Szczerków, Trzaski.

## Sąsiednie gminy
Cieszków, Jutrosin, Kobylin, Krotoszyn, Milicz, Sulmierzyce